# Amerigo Tot Múzeum
Az Amerigo Tot Múzeum Pécs egyik korábbi múzeuma a Káptalan utcában. A művésznek a városban önálló kiállítóhelye jelenleg nincsen, itteni alkotásai manapság a szintén pécsi JPM Modern Magyar Képtár állandó tárlatában tekinthetők meg.

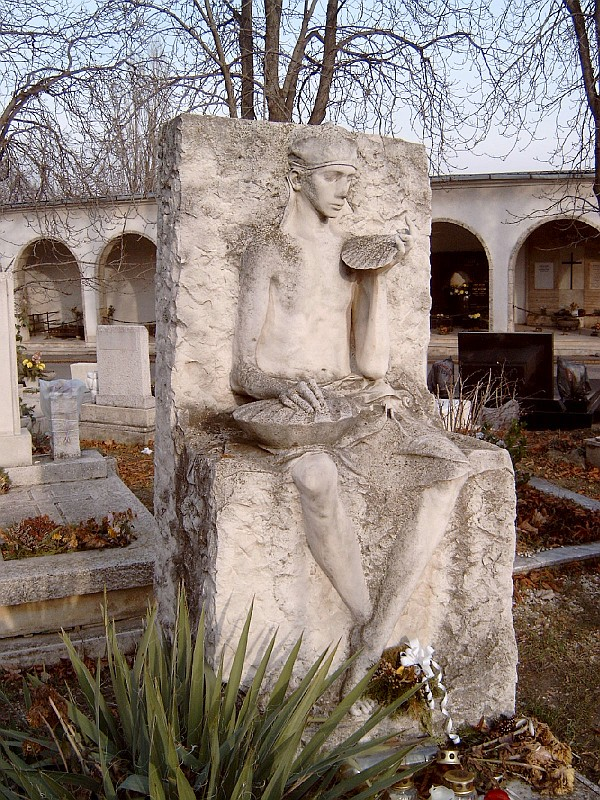
Amerigo Tot sírja Budapesten. Farkasréti temető: 1-1-585/586. Melocco Miklós alkotása

## Története
A múzeum megnyitása előtt, 1978-ban Amerigo Tot 13 művet adományozott Pécsnek. Az Amerigo Tot Múzeum kiállítása 1984-ben nyílt meg, amikor újabb 12 darabbal gazdagodott a városi gyűjtemény.
A fiatalként Itáliába költözött művész itt elhelyezett művei a teljes életét átfogják: a friss olaszországi élmények hatására a reneszánsz (magyarul: újjászületés) igézetében született Keresztelés (1938) című domborműtől, a termékenységet szimbolizáló ősanya-típusokon (Kavicsasszonyok; az 1940-es évek) át a Történelmi ellipszisig (1980), amely a római Szent Péter-bazilikában díszíti a Magyarok Nagyasszonya tiszteletére felszentelt kápolnát.
A múzeum eredetileg (1984-től 2006-ig) a Pécs, Káptalan utca 2-ben (a JPM Zsolnay Múzeummal egy épületben) működött.
2011 őszétől több éven át a szomszédos Káptalan utca 4. szám alatt lehetett megtekinteni a gyűjteményt.
2020 márciusában nyílt meg az Amerigo Tot és a pécsi szobrászat című tárlat, amely azóta a JPM Modern Magyar Képtár (Pécs, Papnövelde utca 5.) állandó kiállítása részeként látogatható.
1. 1 2  Pécs lexikon  I. (A–M). Főszerk. Romváry Ferenc. Pécs: Pécs Lexikon Kulturális Nonprofit Kft. 2010. 36. o. ISBN 978-963-06-7919-0
2. ↑  Amerigo Tot kiállítás. [2013. március 28-i dátummal az eredetiből archiválva]. (Hozzáférés: 2012. július 30.)
3. ↑  A Janus Pannonius Múzeum honlapja. (Hozzáférés: 2024. január 18.)